# Kanton Champigny-sur-Marne-Ouest
Kanton Champigny-sur-Marne-Ouest (fr. Canton de Champigny-sur-Marne-Est) je francouzský kanton v departementu Val-de-Marne v regionu Île-de-France. Tvoří ho pouze západní část města Champigny-sur-Marne.